# Tutanota
Tutanota és un programari de correu electrònic de codi obert i lliure que ofereix correu web encriptat. Ha estat desenvolupat i proporcionat per una empresa alemanya, Tutanota GmbH, des del 2011.
El nom Tutanota deriva de les paraules llatines tuta nota que signifiquen "missatge segur". L'empresa es va fundar el 2011 a Hannover, Alemanya, on es troba el seu domicili social.

## Història
Tutanota GmbH és un dels pocs proveïdors de correu electrònic xifrat. En concret usa encriptació simètrica (AES 128) i asimètrica (AES 128 / RSA 2048) per a encriptrar correus electrònics d'extrem a extrem. A més, Tutanota usa TLS, Perfect Forward Secrecy, DNSSEC, DANE, DMARC i DKIM. El seu codi està alliberat sobre llicència GPL-v3, de tal manera que qualsevol membre de la comunitat el pot revisar i auditar a Github.
Els fundadors Arne Möhle i Matthias Pfau afirmen haver desenvolupat Tutanota per a defensar la privacitat en línia. Quan Edward Snowden va revelar els programes de vigilància massiva de la NSA com XKeyscore el 2013, la seva opinió es va generalitzar encara més.
Al març de 2017, Tutanota tenia més de 2 milions d'usuaris registrats. Des d'un principi, el model de negoci de Tutanota ha descartat guanyar diners a través de la publicitat. El finançament de l'empresa es basa en donacions i subscripcions denominades Premium i Teams.